# Дамска фехтовка с рапири
„Дамска фехтовка с рапири“ (на английски: Lady Fencers (With Foils)) е американски късометражен ням филм от 1894 година на режисьора Уилям Кенеди Диксън с участието на Луиз Бланшар и Хелън Ингълхарт, заснет от компанията Едисън Манюфакчъринг Къмпъни. Кадри от филма не са достигнали до наши дни и той се смята за изгубен.

## В ролите
- Луиз Бланшар
- Хелън Ингълхарт[2]